# Claudio Simonetti
Claudio Gonippo Luigi Simonetti (San Paolo, 19 febbraio 1952) è un compositore e musicista italiano, fondatore del gruppo progressive rock Goblin.
È conosciuto per aver composto molte colonne sonore di pellicole italiane e americane, tra cui i film di Dario Argento Profondo Rosso, Suspiria, Phenomena, Opera, Non ho sonno, Il cartaio, La terza madre, Dracula 3D, nonché di Zombi e Wampyr di George A. Romero.

## Biografia
Figlio di Enrico Simonetti, nasce a San Paolo del Brasile il 19 febbraio 1952. 
Tornato in Italia con la famiglia quando aveva 11 anni, studia composizione e pianoforte al Conservatorio Santa Cecilia di Roma.
Inizia la sua carriera come tastierista nel gruppo beat Marco & gli Eremiti, con cui debutta nel 1968 incidendo il 45 giri Raccoglievo margherite/Ecco cosa sei per la Roman Record Company.
Insieme al batterista Walter Martino, figlio del cantante Bruno Martino, fonda il gruppo Il Ritratto di Dorian Gray con cui partecipa al festival Pop di Caracalla nel 1971, mentre nel 1974 fonda il gruppo degli Oliver che registrano l'album Cherry Five con la casa discografica Cinevox. Il gruppo, dopo la registrazione della colonna sonora di Profondo Rosso, cambia il nome in Goblin. 
Nel 1978, dopo aver abbandonato i Goblin, lancia il gruppo degli Easy Going insieme al produttore Giancarlo Meo e segue la produzione della cantante Vivien Vee. Nel 1981 compone la musica del brano Gioca Jouer di Claudio Cecchetto e nello stesso anno pubblica il suo primo album da solista, che raccoglie tutti brani presentati nella trasmissione di Gianni Boncompagni Sotto le stelle.
Nel 1984, dopo aver composto le musiche per il film Phenomena di Dario Argento, viene chiamato a comporre le musiche a dirigere una grande orchestra di oltre 50 giovani musicisti nella trasmissione Buon compleanno TV, presentata da Pippo Baudo, dove la Rai festeggiava i suoi trent'anni di attività.
Nel 1985 compone la colonna sonora del film Dèmoni di Lamberto Bava e nel 1987 quella per il film Opera di Dario Argento.
Nel 1999, Claudio fonda i Daemonia, band con la quale si esibisce dal vivo, riproponendo i classici del suo repertorio insieme ad altri brani tratti da colonne sonore di film, prevalentemente horror, gran parte riarrangiati in chiave prog metal.
Nel 2000 i Goblin si riuniscono per comporre la colonna sonora del film Non ho sonno di Dario Argento e negli anni successivi compone la colonna sonora del film Il cartaio (2003) e la colonna sonora dei film Jenifer e Pelts di Dario Argento per la serie TV americana Masters of Horror. Nel 2007 compone le musiche per La terza madre di Dario Argento e firma le musiche del musical Profondo rosso, per la direzione artistica di Dario Argento, con Michel Altieri e Silvia Specchio.
L'8 luglio 2009, insieme ai Daemonia, Simonetti inaugura il Traffic - Torino Free Festival, esibendosi in piazza C.L.N., la stessa piazza in cui si svolgono alcune delle scene principali di Profondo rosso.
Nel 2010, insieme a Massimo Morante e Maurizio Guarini, Claudio forma i New Goblin, con l'aggiunta di due componenti dei Daemonia: Titta Tani alla batteria e Bruno Previtali al basso. Con la nuova formazione, Simonetti ha tenuto molti concerti in Italia e soprattutto all'estero (Australia, Germania, Inghilterra, Polonia, Giappone, ecc.). e registra l'album Live in Roma.

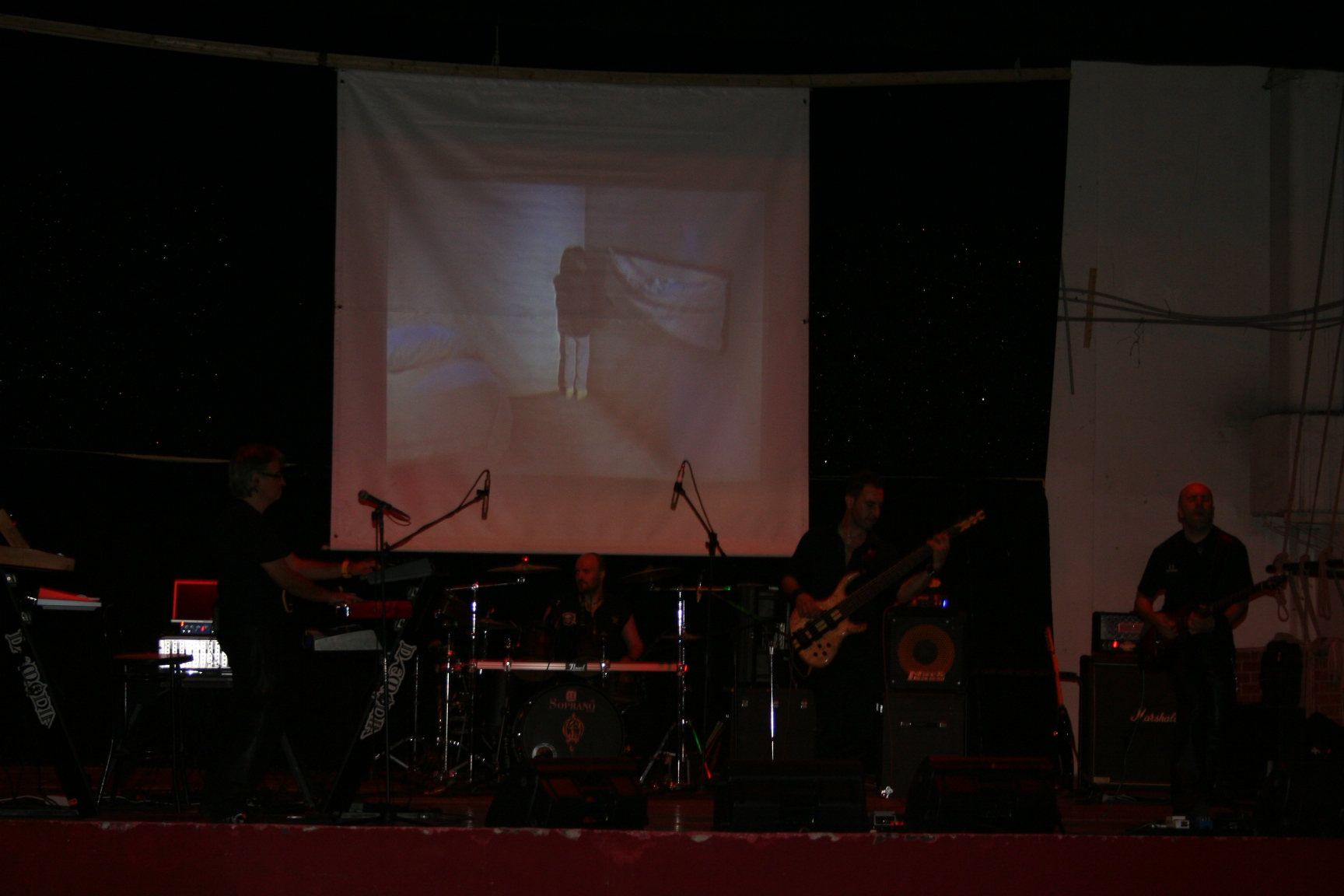
Musica da film-tributo a Pino Rucher (San Nicandro Garganico).
I Daemonia interpretano una composizione tratta dal film Phenomena.

Nel 2012 Simonetti compone la colonna sonora per Dracula 3D di Dario Argento e nel 2013 quella del film Darkside Witches e di Prigioniero della mia libertà di Rosario Errico con Giancarlo Giannini, Lina Sastri e Martina Stella.
Successivamente forma la band Claudio Simonetti's Goblin e nel 2017 compone la colonna sonora del film di Ruggero Deodato, Ballad in Blood. Alla fine del 2019 i Claudio Simonetti's Goblin pubblicano l'album The very best of-Volume I.
Nel 2021 riceve il Premio alla Carriera Costa Rossa Festival delle Arti (Trinità d'Agultu e Vignola).
Nel 2022, i Claudio Simonetti's Goblin partecipano al "Cruise to the Edge", una crociera nei Caraibi con 42 gruppi rock internazionali, tra i quali Marillion, Alan Parsons e Transatlantic.
L'11 ottobre 2022 riceve il premio alla carriera a Sitges al Festival internacional de cinema fantàstic de Catalunya in cui viene premiato anche Dario Argento.
Nell'autunno del 2023 la band parte per un tour in USA/Canada con 32 concerti presentando la sonorizzazione del film cult di Lamberto Bava: DEMONS.

## Discografia

### Claudio Simonetti
- Claudio Simonetti (1981)
- Sanremo dance (1983)
- College (1983)
- College (1983) EP
- Phenomena (1984)
- Skywalker (1985) EP
- Demons (1985)
- Ritratto d'autore (1985)
- Opera (1987)
- Del mio meglio (1988)
- Evergreens (1988)
- Evil tracks (1990)
- Simonetti horror project (1991)
- Days of Confusion (1992)
- Mystery, Magic & Madness (1994)
- The x-terror files (1996)
- Classics in rock (1997)
- The end of millennium (1997)
- The Versace murder (1998)
- Conquest/Morirai a mezzanotte (1998)
- I Nuovi Barbari (2000)
- Il cartaio (2003)
- La terza madre (2007)
- Jenifer/Pelts (2008)
- Profondo Rosso il Musical - feat. Michel Altieri - Silvia Specchio (2008)
- Dracula 3D (2012)
- MultipleX (2013)
- Bloody Anthology (2015)
- Profondo Rosso - 40° Anniversary (2016)
- Dèmons (2016)
- Conquest (2016)
- Opera (2017)

#### Claudio Simonetti's Goblin
- 2014 – The Murder Collection CD/LP (Deep Red)
- 2015 – The Horror Box 3 LP (contiene un 10' in vinile rosso suonato dai Claudio Simonetti's Goblin con riproposizione di 4 brani estratti da Profondo Rosso + le ristampe con inediti - già apparsi su cd ma mai in vinile - di Opera e Demoni, colonne sonore composte dal Simonetti solista) (Deep Red)
- 2015 – Profondo Rosso / Deep Red 40th Anniversario CD / LP / Limited Box (Rustblade)
- 2015 – Bloody Anthology The Best of Claudio Simonetti & Goblin (Rustblade)
- 2016 – Profondo Rosso - 40° Anniversary (Rustblade)
- 2018 – Dawn of the dead - (Rustblade)
- 2019 – The Very Best Of - Volume I (Deep Red)
- 2019 – The Devil is Back (Deep Red)
- 2020 – Profondo Rosso - 45º anniversario
- 2023 - Suspiria Rock Prog Version
- 2024 - Fear
- 2025 - Profondo Rosso - 50° Anniversario

### 45 giri
- 1968 – Raccoglievo Margherite/Ecco cosa sei (Roman Record Company, RN 006; con Marco & gli Eremiti)
- 1975 – Profondo Rosso - Goblin (Cinevox Record)
- 1976 – Roller - Goblin (Cinevox Record)
- 1977 – Suspiria - Goblin (Cinevox Record)
- 1978 – Planet Isabel/Staten Island (Banana Records)